# 新伊萬尼夫卡 (洛佐瓦市鎮)
48°53′9″N 36°12′25″E / 48.88583°N 36.20694°E
新伊萬尼夫卡（烏克蘭語：Нова Іванівка）是位於烏克蘭東部的村莊，由哈爾科夫州洛佐瓦區的洛佐瓦市鎮負責管轄。該村距離奧列克西伊夫卡5公里，面積1.58平方公里，海拔高度121米，2024年人口720。